# Manuel António Pina
Manuel António Pina (Sabugal, Portugal, 18 de noviembre de 1943 - Oporto, 19 de octubre de 2012) fue un escritor, poeta, dramaturgo, traductor, guionista y periodista portugués, galardonado en 2011 con el Premio Camões. 
Se graduó en Derecho en la Universidad de Coímbra y fue periodista, entre otras publicaciones, del Jornal de Notícias durante tres décadas.
Su obra está principalmente constituida por poesía y literatura infantojuvenil. Además es autor de obras de teatro, guiones para TV, y obras de ficción y crónica.
Su obra le ha validado gran cantidad de premios, entre ellos el Premio de poesía de la Casa de la Prensa, por Aquele que quer morrer (1978); el Premio Calouste Gulbenkian, por O Inventão (1987); la Mención del Jurado del Premio Europeo Pier Paolo Vergerio de la Universidad de Padua, Italia, por O Inventão (1988), el Premio del Centro Portugués para el Teatro para la Infancia Y la Juventud (1988), por el conjunto de su obra literaria para niños; el Premio Nacional de Crónica Press Club / Clube de Jornalistas (1993); el Premio de la Crítica de la Sección Portuguesa de la Asociación Internacional de Críticos Literarios, por Atropelamento e fuga (2002); el Premio de Crónica 2004 de la Casa de la Prensa, por sus crónicas periodísticas; el Premio de poesía Luís Miguel Nava, por Os livros (2004); y el Gran Premio de poesía de la Asociación Portuguesa de Escritores, por Os Livros (2005).
En 2011, obtuvo el Premio Camões, el premio literario más importante de la lengua portuguesa.